# Orthoflavivirus

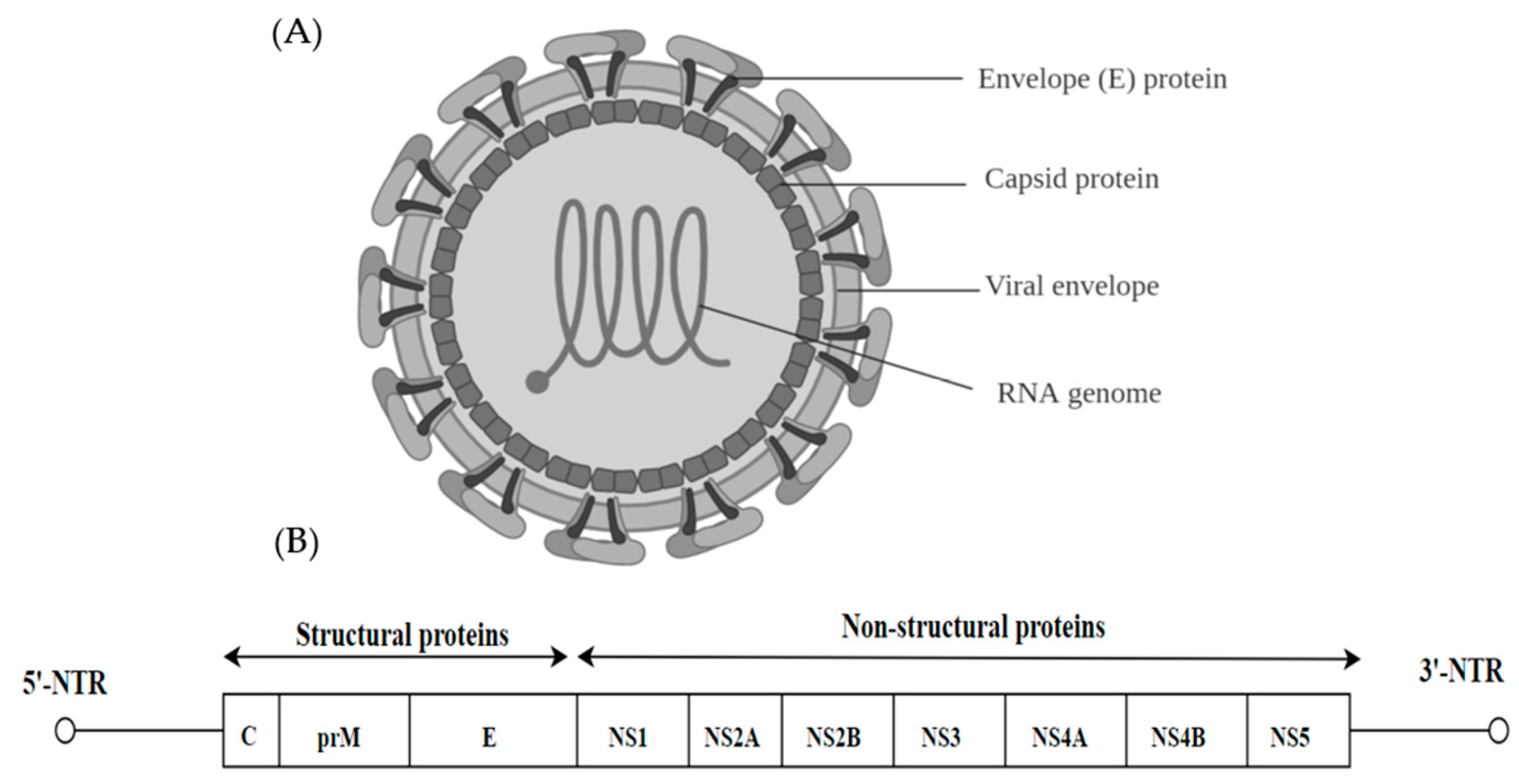
Schemazeichnung eines Virions und Genomkarte der Gattung Orthoflavivirus

Die Gattung Orthoflavivirus (früher Flavivirus) umfasst behüllte Viren mit einem positivsträngigen RNA-Einzelstrang als Genom, die durch Arthropoden (Zecken und Stechmücken) als Vektoren auf Vögel und Säugetiere übertragen werden. Der Name der Gattung und der gesamten Virusfamilie Flaviviridae leitet sich vom Gelbfiebervirus beim Menschen ab (von lat. flavus, „gelb“), das bereits 1904 von Walter Reed als durch Stechmücken übertragbar erkannt wurde.
Viren der Gattung Orthoflavivirus verursachen wichtige Erkrankungen bei Tieren und Menschen. Darunter sind Krankheiten, die einem viralen hämorrhagischen Fieber entsprechen oder durch eine Infektion des Zentralnervensystems im Sinne einer Enzephalitis, Meningoenzephalitis oder Leukenzephalitis gekennzeichnet sind. Dies sind neben dem Gelbfieber beispielsweise auch die Frühsommer-Meningoenzephalitis (FSME), die Japanische Enzephalitis, das Dengue-Fieber und das West-Nil-Fieber.

## Verbreitung

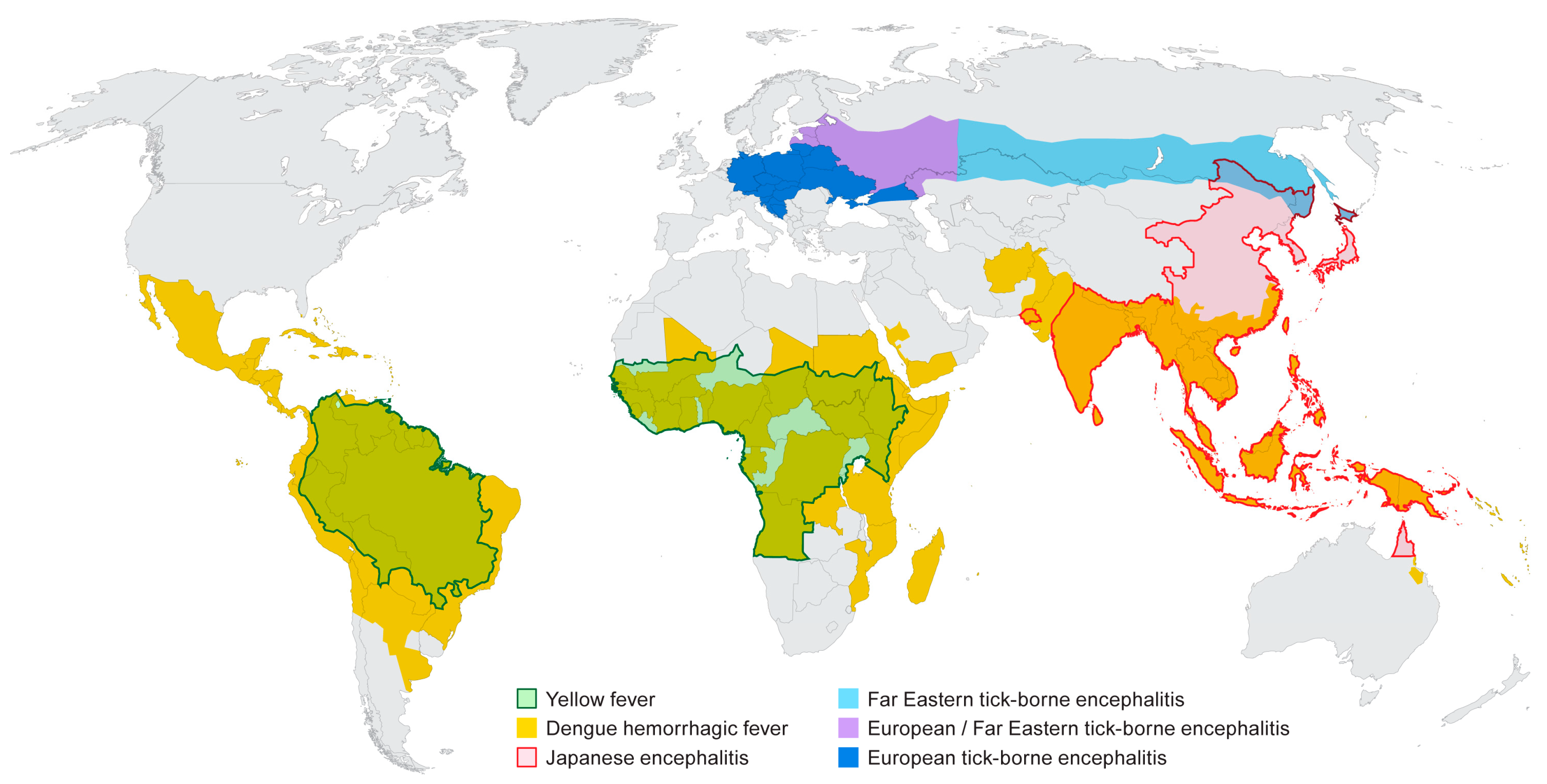
Verbreitung der wichtigsten Vertreter der Gattung Orthoflavivirus

Die Karte zeigt die weltweite Verbreitung von Vertretern der Gattung Orthoflavivirus.

## Morphologie
Die Viruspartikel (Virionen) der Flaviviren sind etwa 50 nm im Durchmesser groß und in der elektronenmikroskopischen Darstellung von sphärischer, unregelmäßiger Gestalt. Analysen mittels Kryoelektronenmikroskopie zeigten beim Dengue-Virus eine ikosaedrische Symmetrie der Virushülle, was auf eine Interaktion der Hüllproteine mit den Kapsidproteinen schließen lässt. Das Kapsid ist aus nur einem Kapsidprotein (C, 11 kDa) aufgebaut. In die Virushülle des Virions sind 90 Dimere des E-Proteins (50 kDa) eingelagert. Zwischen diesem Netzwerk der E-Dimere findet sich ein weiteres, kleineres Hüllprotein (M-Protein, 26 kDa).

## Genomorganisation
Die positivsträngige RNA ist etwa 11.000 Nukleotide lang und umfasst nur einen Offenen Leserahmen, der für ein Polyprotein codiert. Die virale Protease (N-terminaler Teil von NS3) und wirtseigene Proteasen schneiden dieses Polyprotein in die 3 strukturellen (C, prM, E) und in die 7 nicht-strukturellen Proteine (NS1, NS2A, NS2B, NS3, NS4A, NS4B, NS5); die Aufzählung entspricht der Anordnung der für die Proteine codierenden Gene auf dem Genom.
Im Gegensatz zu den anderen Gattungen der Familie Flaviviridae, besitzen Viren der Gattung Orthoflavivirus am 5'-Ende der RNA eine 5'-Cap-Struktur vom Typ 1 (m-7GpppAmp) gefolgt von einem konservierten Dinukleotid AG. Am 3'-Ende findet sich bei Flaviviren im Gegensatz zu den anderen Gattungen kein poly(A)-Schwanz.

## Replikation

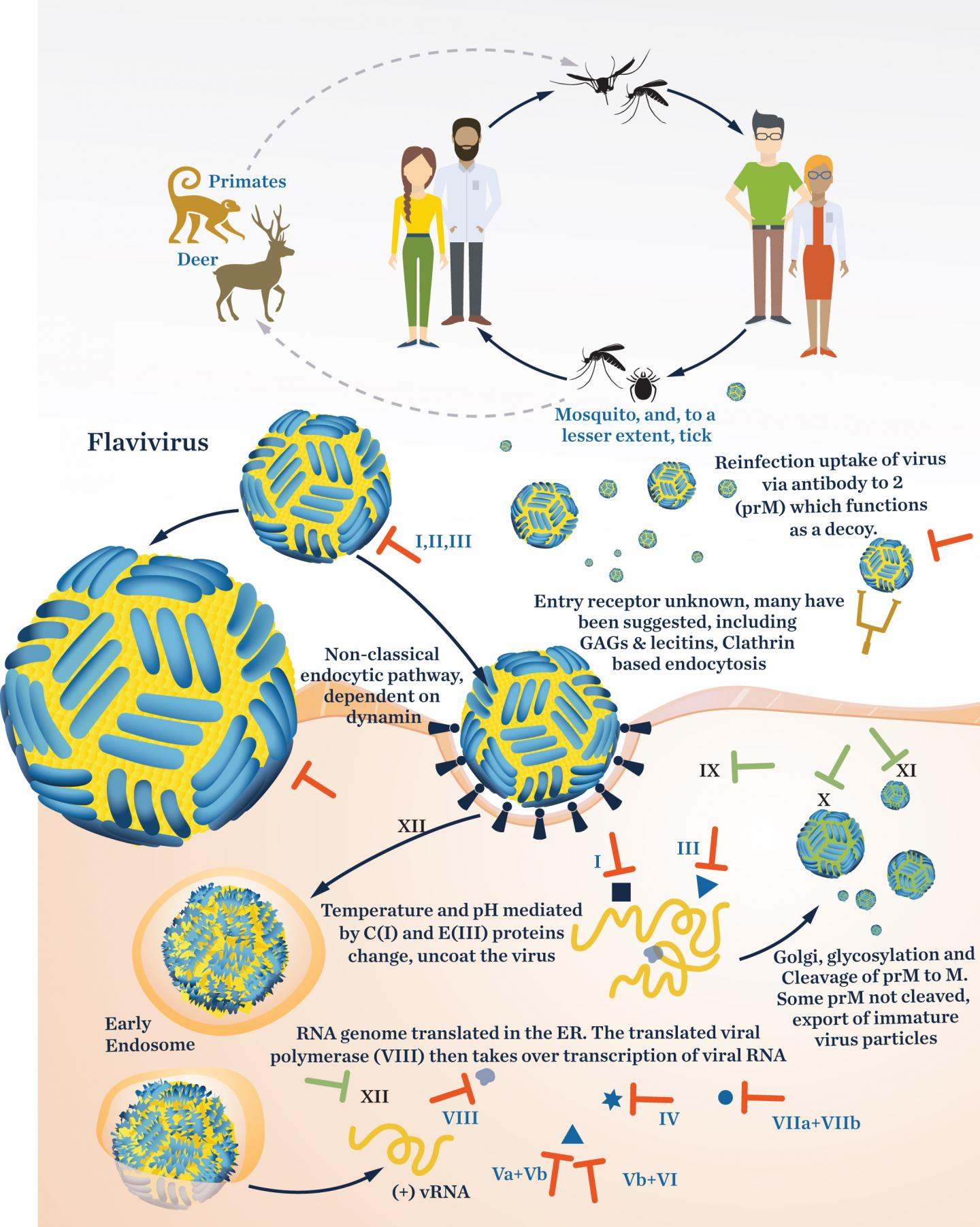
Replikationszyklus von Viren der Gattung Orthoflavivirus

Die Viren befallen unter anderem Monozyten, Makrophagen und Dendritische Zellen. Sie heften sich über spezifische Rezeptoren an der Zelloberfläche an und werden durch ein sich ausbildendes Endosomvesikel aufgenommen. Im Innern des Endosoms induziert der saure pH die Fusion von Endosommembran und Virushülle. Dadurch gelangt das Kapsid in das Zytosol, zerfällt und gibt das Genom frei. Sowohl die Rezeptorbindung als auch die Membranfusion werden durch das Protein E katalysiert, das bei saurem pH-Wert eine Konformationsänderung durchlebt, die dazu führt, dass die 90 Homodimere sich zu 60 Homotrimeren neu organisieren.
Nach dem Eindringen in die Wirtszelle wird das virale Genom im rauen Endoplasmatischen Retikulum und in so genannten vesicle packets repliziert. Innerhalb des ER wird zuerst eine unreife Form der Viruspartikel produziert, bei der das M-Protein noch nicht durch einen Reifungsschritt gespalten wurde und als prM (precursor M) in einem Komplex mit E vorliegt. Die unreifen Partikel werden im Golgi-Apparat durch das Wirtsprotein Furin prozessiert, welches prM zu M schneidet. Dadurch wird E aus dem Komplex entlassen und kann seinen Platz im maturen, infektiösen Virion einnehmen.

## Übertragung
Flaviviren können indirekt durch blutsaugende Insekten oder in seltenen Fällen (beispielsweise beim Rio-Bravo-Virus) auch direkt von einem Wirbeltier auf ein anderes übertragen werden. Einige Flaviviren zirkulieren zwischen Nagetieren und Fledermäusen, ohne dass ein weiterer Vektor bekannt ist.

## Systematik
Die Viren der Gattung Orthoflavivirus wurde aufgrund ihrer Übertragung durch Gliederfüßer (Arthropoden) früher als Arboviren Gruppe B von den Arboviren Gruppe A unterschieden; aus letzteren ging später die Gattung Alphavirus der Familie Togaviridae hervor.
Die Gattung Flavivirus beinhaltete 89 Virusspezies (Stand 2018), nach der Abspaltung einiger Arten und Umbenennung in Orthoflavivirus sind es noch 53 Arten (Stand 26. März 2024) soviele wie 2009 (damals mit 73 Serotypen). Nach der Art des Vektors (Stechmücke, Zecke), unbekanntem Vektor (NKV-Gruppe: no known vector) sowie auf der Grundlage von phylogenetischen Untersuchungen, werden die Spezies in (nicht-taxonomische) Gruppen klassifiziert. Die englischen Bezeichnungen sind die offiziellen Speziesnamen nach ICTV (International Committee on Taxonomy of Viruses), Stand November 2018.
1. Durch Zecken übertragene Flaviviren
- Gruppe der durch Zecken übertragenen Flaviviren bei Säugetieren (Tick-Borne-Enzephalitis-Komplex, TBE)[10]
  - Spezies Orthoflavivirus gadgetsense mit Gadgets-Gully-Virus (en. Gadgets Gully virus, GGYV)
  - Spezies Orthoflavivirus kyasanurense mit Kyasanur-Forest-Disease-Virus (KFD-Virus, en. Kyasanur Forest disease virus, KFDV) mit Subtyp Al-Khurma-Virus
  - Spezies Orthoflavivirus langatense mit Langat-Virus (en. Langat virus, LGTV)
  - Spezies Orthoflavivirus loupingi mit Louping-Ill-Virus (en. Louping ill virus, LIV)
  - Spezies Orthoflavivirus omskense mit Omsk-hämorrhagisches-Fieber-Virus (en. Omsk hemorrhagic fever virus, OHFV)
  - Spezies Orthoflavivirus powassanense mit Powassan-Virus (en. Powassan virus, POWV)[11] mit Subtyp Deer tick virus (DTV)[12]
  - Spezies Orthoflavivirus royalense mit Royal-Farm-Virus (en. Royal Farm virus, RFV) mit Subtyp Karshi-Virus (KSIV)[13]
  - Spezies Orthoflavivirus encephalitidis mit FSME-Virus (en. Tick-borne encephalitis virus, TBEV) mit Subtyp Absettarov virus (ABSV)
- Gruppe der durch Zecken übertragenen Flaviviren bei Seevögeln[14]
  - Spezies Orthoflavivirus kadamense mit Kadam-Virus (en. Kadam virus, KADV)
  - Spezies Orthoflavivirus meabanense mit Meaban-Virus (en. Meaban virus, MEAV)
  - Spezies Orthoflavivirus saumarezense Saumarez-Reef-Virus (en. Saumarez Reef virus, SREV)
  - Spezies Orthoflavivirus tyuleniyense mit Tyuleniy-Virus (en. Tyuleniy virus, TYUV)

2. Durch Stechmücken übertragene Flaviviren (Mosquito-Borne-Enzephalitis-Komplex, MBE)
- Aroa-Virus-Gruppe
  - Spezies Orthoflavivirus aroaense mit Aroa-Virus (en. Aroa virus, AROAV) mit Subtypen Bussuquara virus (BSQV), Iguape virus (IGUV), Naranjal virus (NJLV)
- Dengue-Virus-Gruppe[15]
  - Spezies Orthoflavivirus denguei mit Dengue-Virus (en. Dengue virus, DENV)
  - Spezies Orthoflavivirus kedougouense mit Kédougou-Virus (en. Kédougou virus, KEDV)
- Japanische-Enzephalitis-Virus-Gruppe[16]
  - Spezies Orthoflavivirus cacipacoreense mit Cacipacoré-Virus (en. Cacipacoré virus, CPCV)
  - Spezies Orthoflavivirus japonicum mit Japanisches-Enzephalitis-Virus (en. Japanese encephalitis virus, JEV), Subtypen JAOARS982, M28, Nakayama, SA(V) und SA-14
  - Spezies Orthoflavivirus koutangoense mit Koutango-Virus (en. Koutango virus, KOUV)
  - Spezies Orthoflavivirus murrayense mit Murray-Valley-Enzephalitis-Virus (en. Murray Valley encephalitis virus, MVEV)
  - Spezies Orthoflavivirus louisense mit St. Louis-Enzephalitis-Virus (en. St. Louis encephalitis virus, SLEV) – St.-Louis-Enzephalitis
  - Spezies Orthoflavivirus usutuense mit Usutu-Virus (en. Usutu virus, USUV)
  - Spezies Orthoflavivirus nilense mit West-Nil-Virus (en. West Nile virus, WNV) mit Subtyp Kunjin-Virus
  - Spezies Orthoflavivirus yaoundeense mit Yaounde-Virus (en. Yaounde virus, YAOV)
- Kokobera-Virus-Gruppe[17]
  - Spezies Orthoflavivirus kokoberaorum mit Kokobera-Virus (en. Kokobera virus, KOKV) mit Subtypen New Mapoon virus (NMV) und Stratford virus (STRV)
- Ntaya-Virus-Gruppe[18]
  - Spezies Orthoflavivirus bagazaense mit Bagaza-Virus (en. Bagaza virus, BAGV)
  - Spezies Orthoflavivirus ilheusense mit Ilheus-Virus (en. Ilheus virus, ILHV) mit Subtyp Rocio virus (ROCV): Rocio viral encephalitis[19]
  - Spezies Orthoflavivirus israelense mit Israel-Truthahn-Meningoenzephalitis-Virus (en. Israel turkey meningoencephalomyelitis virus, ITV)
  - Spezies Orthoflavivirus ntayaense mit Ntaya-Virus (en. Ntaya virus, NTAV)
  - Spezies „T'Ho virus“,[20][21] vom ICTV nicht bestätigt
  - Spezies Orthoflavivirus tembusu mit Tembusu-Virus (en. Tembusu virus, TMUV) mit Subtypen Duck egg drop syndrome virus (DEDSV, BYDV) und Sitiawan virus (STWV)[22]
- Spondweni-Virus-Gruppe (Zika-Virus-Gruppe)
  - Spezies Orthoflavivirus zikaense mit Zika-Virus (en. Zika virus, ZIKV) und vermutlich auch Spondweni-Virus (en. Spondweni virus, SPONV)
- Gelbfiebervirus-Gruppe[23]
  - Spezies Orthoflavivirus banziense mit Banzi-Virus (en. Banzi virus, BANV)
  - Spezies Orthoflavivirus boubouiense mit Bouboui-Virus (en. Bouboui virus, BOUV)
  - Spezies Orthoflavivirus edgehillense mit Edge-Hill-Virus (en. Edge Hill virus, EHV)
  - Spezies „Bamaga-Virus“ (en. „Bamaga virus“, BgV), vom ICTV nicht bestätigt[24]
  - Spezies „Fitzroy river virus“,[25][26] vom ICTV nicht bestätigt
  - Spezies Orthoflavivirus jugraense mit Jugra-Virus (en. Jugra virus, JUGV)
  - Spezies Orthoflavivirus saboyaense mit Saboya-Virus (en. Saboya virus, SABV)
  - Spezies Orthoflavivirus sepikense mit Sepik-Virus (en. Sepik virus, SEPV)
  - Spezies Orthoflavivirus ugandaense mit Uganda-S-Virus (en. Uganda S virus, UGSV)
  - Spezies Orthoflavivirus wesselsbronense mit Wesselsbron-Virus (en. Wesselsbron virus, WESSV)
  - Spezies Orthoflavivirus flavi mit Gelbfiebervirus (en. Yellow fever virus, YFV)

3. Flaviviren mit unbekanntem Vektor
- Spezies Orthoflavivirus entebbeense mit Entebbe-Fledermaus-Virus (en. Entebbe bat virus, ENTV)
- Spezies Orthoflavivirus yokoseense mit Yokose-Virus (en. Yokose virus, YOKV)
- Spezies „Nanay-Virus“ (en. „Nanay virus“)
- Spezies „Tamana-Fledermaus-Virus“ (en. „Tamana bat virus“ TABV), vom ICTV nicht bestätigt

- Modoc-Virus-Gruppe[28]
  - Spezies Orthoflavivirus apoiense mit Apoi-Virus (en. Apoi virus, APOIV)
  - Spezies Orthoflavivirus cowboneense mit Cowbone-Ridge-Virus (en. Cowbone Ridge virus, CRV)
  - Spezies Orthoflavivirus jutiapaense mit Jutiapa-Virus (en. Jutiapa virus, JUTV)
  - Spezies Orthoflavivirus modocense mit Modoc-Virus (en. Modoc virus, MODV)
  - Spezies Orthoflavivirus viejaense mit Sal-Vieja-Virus (en. Sal Vieja virus, SVV)
  - Spezies Orthoflavivirus perlitaense mit San Perlita-Virus (en. San Perlita virus, SPV)
- Rio-Bravo-Virus-Gruppe
  - Spezies Orthoflavivirus bukalasaense mit Bukalasa-Fledermaus-Virus (en. Bukalasa bat virus, BBV)
  - Spezies Orthoflavivirus careyense mit Carey-Island-Virus (en. Carey Island virus, CIV)
  - Spezies Orthoflavivirus dakarense mit Dakar-Fledermaus-Virus (en. Dakar bat virus, DBV)
  - Spezies Orthoflavivirus montanaense mit Montana-Myotis-Leukenzephalitis-Virus (en. Montana myotis leukoencephalitis virus, MMLV)
  - Spezies Orthoflavivirus phnompenhense mit Phnom-Penh-Fledermaus-Virus (en. Phnom Penh bat virus, PPBV) mit Subspezies Batu cave virus
  - Spezies Orthoflavivirus bravoense mit Rio-Bravo-Virus (en. Rio Bravo virus, RBV)

4. Nicht-Wirbeltier-Virus-Gruppe (englisch Non vertebrate viruses)
Die Spezies Socyvirus heteroderae mit dem Soybean cyst nematode virus 5 wird heute der Mononegavirales-Familie Nyamiviridae zugeordnet.
5. Weitere nicht klassifizierte Kandidaten für diese Gattung
- Spezies „Mediterranean Ochlerotatus flavivirus“
- Spezies „Nounané virus“ synonym „Tai forest virus B3“
- Spezies „Ochlerotatus caspius flavivirus“
- Spezies „Palm Creek virus“
- Spezies „Parramatta River virus“
- Spezies „Aedes flavivirus - NCBI unclassif Flavivirus“
- Spezies „Culex theileri flavivirus“